# یوتارو تاکاهاشی
یوتارو تاکاهاشی (انگلیسی: Yutaro Takahashi؛ زادهٔ ۳ اکتبر ۱۹۸۷) بازیکن فوتبال اهل ژاپن است.
از باشگاه‌هایی که در آن بازی کرده‌است می‌توان به باشگاه فوتبال سرزو اوساکا و باشگاه فوتبال ویسل کوبه اشاره کرد.